# 媒體偏見
媒体偏见（英語：Media bias），又稱媒體偏頗或新聞偏見，是指新聞主播、记者或出版人等傳媒工作者偏於某一方的見解，无法以中立客观的态度报道新闻。
当记者和新闻制作人在报道中表现出偏见，便会产生媒体偏见。“媒体偏见” 并非指个别记者或文章的观点，而是一种普遍存在、违背新闻伦理的倾向。各国媒体偏见的方向和程度存在广泛争议。
新闻客观性的实际限制在于：记者既无法穷尽所有事实，又需将筛选的信息整合成连贯叙事在中国、朝鲜、叙利亚和缅甸等国家，政府通过隐蔽的审查制度等方式影响媒体，导致其出现偏见。政治和媒体偏见可能会相互影响；媒体有能力影响政治家，而政治家也有能力影响媒体。这可以改变社会中的权力分配，市场力量也可能导致偏见。例如，媒体所有权集中、工作人员的主观筛选或对受众偏好的预判等因素，均可能导致报道偏差。
评估媒体偏见是媒体素养的核心内容，相关研究在新闻学院及大学院系（涵盖媒体研究、文化研究及和平研究等领域）广泛开展。除政治偏见外，学界关注的议题还包括报道的国际差异，以及经济阶层、环境权益等特定议题的报道倾向。值得注意的是，学术研究对偏见的界定，可能与公众认知存在显著差异。

## 定義
《传播舆社晨刊》第30期，在文中指出：“媒體偏見是新聞媒體在報道某個或某類事件、社會問題或衝突時，傾向於對某一方、某一政策或某一觀點提供持續性的支持意見或反對意見的現象”。

## 举例

### 2016年美國總統選舉
2016年美國總統選舉前，多家主流媒體紛紛發表社論支持希拉里，包括《華盛頓郵報》、《紐約時報》及《今日美國》；另外，《亚利桑那共和报》《达拉斯晨报》也突然倒戈支持希拉里。据尼曼新闻研究中心数据，支持希拉里的日报有 229 家、周刊 131 家，而支持特朗普的日报仅 9 家、周刊 4 家，支持比例达 27:1，差距悬殊。。8月13日，《紐約時報》引用超過20個不具名來源，描述川普陣營無法控制川普言行，川普則在Twitter回應：“我要對抗不誠實且腐敗的媒體（I am fighting the dishonest and corrupt media）”，最後川普當選了總統。

## 論點
對於「媒體偏見」的存在與否，仍有分成兩派學者。

### 支持
中國海南大学傳播學研究中心主任畢研韜指出：“有些媒體人高呼‘拒絕偏見’，卻不知‘拒絕偏見’本身就是一種偏見。

### 反對
美國經濟學家马修·根茨科杰西·夏皮洛共同研究表示：「偏見的產生，是由閱聽大眾本身開始的，而非報紙擁有者本身的偏見」。

## 类型
在2017年出版的《牛津政治传播手册》（Oxford Handbook of Political Communication）中，S·罗伯特·利希特（S. Robert Lichter）指出：在学术领域，媒体偏见更多被视为解释新闻报道模式的分析假设，而非一套系统理论 。他同时提到，学界已提出多种存在重叠的偏见类型，这些概念仍处于广泛争论中。
关于媒体偏见的各种假设包括：
- 广告偏见，指通过筛选或倾斜报道内容以取悦广告商。[17]
- 反科学偏见，指报道宣扬迷信或其他非科学观点。[18]
- 简洁性偏见，即倾向于报道那些可以简洁概括的观点，排挤那些需要时间来解释的非常规观点。
- 内容偏见，在政治冲突中对各方的差别待遇，有偏见的新闻只呈现冲突的一面。[19]
- 企业偏见，指新闻被选择或偏向于取悦媒体的企业所有者。[20][21]
- 报道偏见[22]，是指媒体选择只报道一个政党或意识形态的负面新闻。[23]
- 决策偏差，是指记者的动机、心态或信念会对其写作产生影响。它通常带有贬义。[19]
- 需求偏见。[24]
- 人口偏见，性别、种族、社会和经济地位等因素影响报道，[25]并可能成为不同人口群体不同报道的一个因素。 [26][27]
- 歪曲偏见，指事实或现实在新闻中被歪曲或捏造。[19]
- 例如，电视报道若采用情节框架，易引导观众将责任归咎于个人而非社会；若采用主题框架，则会促使观众关注社会结构性原因 [28]
- 当一个问题被呈现为双方都有同样令人信服的理由时，就会出现虚假平衡和错误对等，尽管有不成比例的证据支持一方（也称为过度权重）。
- 虚假的时效性偏见，某类报道通过渲染事件的 “新颖性” 制造显著性，却刻意忽略历史上的同类事件。
- 守门人偏见（Gatekeeping bias），也被称为选择性偏见[29]或筛选偏见[30]， 指媒体基于意识形态等因素对新闻事件进行选择性报道或屏蔽 [23]。当报道聚焦于政治人物及其偏好的政策议题时，这种偏见也被称为议程偏见[22][31]。
- 主流偏见，倾向于追随行业主流报道方向，回避可能引发争议的议题。该偏见会导致信息同质化、内容多样性下降，对媒体消费体验产生负面影响 。[32]
- 消极偏见（或负面新闻偏见），偏好报道负面事件，将政治叙事简化为权力零和博弈而非政策辩论。过度负面报道易引发公众政治冷漠与愤世情绪。[33]
- 党派偏见，指媒体刻意偏向特定政党立场的报道倾向。[34]
- 轰动效应，偏好极端事件而非日常事件，例如夸大飞机失事等罕见事件的报道频次，暗示其发生率高于汽车事故等常见事件。“死亡等级（英语：Hierarchy of death）” 和 “失踪白人妇女综合症” 是典型案例。
- 推测性报道偏见，聚焦于 “可能发生” 的事件（如使用 “或许”“假设” 等表述），却未明确标注为分析或观点类内容。[35]
- 陈述偏见（又称为调性偏见[22]或呈现偏见[30]），指媒体报道对特定主体或议题存在倾向性立场。[23]
- 结构性偏见，指某一主体或议题因新闻价值标准、媒体惯例（而非意识形态）获得差异化正面报道。[36][37]（例如对在职奖金的报道）。
- 供应驱动的偏见 [24]

塔奇曼定律揭示：人们会高估媒体高频报道的风险（如过度讨论某类危险）。
代发言论：借专家或证人之口传递作者自身观点。
一项尚未发表的 “媒体偏见分类法” 研究正梳理媒体偏见的多元定义，尝试将其划分为以下子类别及相关概念：不同的子类别语言偏见（包括语言层面偏见、框架偏见、认识论偏见、语义属性偏见和内涵偏见）；文本语境偏见（包括陈述偏见、措辞偏见和舆论操控偏见）；报道语境偏见（如选题偏见、覆盖偏见、接近性偏见）；认知偏见（（如选择性接触、党派偏见）；相关概念：框架效应、仇恨言论、情感分析、群体偏见（含性别、种族、宗教偏见）。

## 历史
约翰·弥尔顿1644年的小册子《论出版自由，为无证印刷自由的演讲》是最早倡导出版自由的文献之一。
在19世纪，新闻工作者开始认识到公正报道的概念是新闻伦理的一个组成部分。这与新闻业作为一股强大的社会力量的崛起相吻合。即使在今天，最认真客观的记者也无法避免偏见的指责。
与报纸类似，广播媒体（广播、电视）从诞生起就被用于政治宣传，而国家政府对广播频谱的初始控制权更强化了这一趋势。尽管媒体放松管制的过程使大多数西方广播媒体掌握在私人手中，但在全球许多国家的广播媒体中仍然存在强大的政府存在，甚至垄断。与此同时，媒体所有权在少数私人手中，这也引发了对媒体偏见的指责。
有很多关于偏见的指控被用作政治工具的例子，有时会导致政府审查。
- 在美国，1798年，国会通过了《外国人和煽动法》，禁止报纸刊登 “虚假、诽谤或恶意” 的反政府文章，包括任何公开质疑政府政策或总统行为的内容。[41]
- 美国内战期间，亚伯拉罕·林肯总统指控边境各州报纸偏袒南方阵营，下令查封多家报社。[42]
- 二战期间，支持美国与纳粹同盟的反犹政客声称 “国际媒体受犹太人操控”，并指称德国虐待犹太人的报道 “存在偏见、缺乏依据”。好莱坞被指责对犹太人有偏见，查理·卓别林的《大独裁者》等电影被拿来作为所谓的证据。[43]
- 在工会运动和民权运动时期的美国，支持自由主义社会改革的报纸被保守派报纸指责为共产主义偏见。[44][45]电影和电视媒体被指责偏袒种族混合，许多种族混合的电视节目，如《我是间谍（英语：I Spy (1965 TV series)）》和《星际迷航》，都未在南方电视台播出。[46]
- 在美国和北越战争期间，副总统斯皮罗·阿格纽（Spiro Agnew）指责报纸存在反美偏见，并于1970年在圣地亚哥发表了一篇著名的演讲，称反战抗议者是“喋喋不休的消极大佬”。[47]

并非所有关于偏见的指控都是政治性的。科学作家马丁·加德纳指责娱乐媒体有反科学偏见。他声称像《X档案》这样的电视节目宣扬迷信。相比之下，由企业资助的競爭企業協會指责媒体偏袒科学，反对商业利益，轻信地报道显示温室气体导致全球变暖的科学。

## 结构性（非意识形态）偏见
尽管多数偏见指控聚焦于意识形态分歧，但另一些偏见本质上属于结构性偏差。关于新闻是如何运作或起源的，人们几乎没有达成一致意见，但有些涉及经济、政府政策、规范和创造新闻的个人。Cline（2009）指出，这类偏见包括：商业偏见、时效性偏见、视觉呈现偏见、负面新闻偏见；叙事框架偏见、现状维持偏见、公平性偏见、权宜性偏见；阶级偏见、荣誉偏见（即美化记者的倾向）。
关于大众传媒偏见的经济学文献也越来越多，既有理论方面的，也有实证方面的。理论研究的核心，是探究大众媒体的政治立场在多大程度上由需求侧或供给侧因素主导。2013年，哥伦比亚大学的Andrea Prat和斯德哥尔摩大学的David Stromberg对这些文献进行了调查。

### 供应驱动的偏见
供应驱动偏见指组织为促使消费者采取特定行动而产生的信息偏差。
供给驱动偏差的含义：100亿美元。
- 供给侧激励能够控制和影响消费者。强大的说服力激励甚至可能比利润动机更强大。
- 竞争导致偏见减少，阻碍了有说服力的激励措施的影响。而且它往往会使结果更符合消费者的需求。
- 竞争可以改善消费者的待遇，但由于所有者的意识形态支付，竞争可能会影响总剩余。

供给驱动偏差的一个例子是Zinman和Zitzewitz对降雪报告的研究。滑雪景点在降雪量报告中往往存在偏差，报告的降雪量比官方预测的要高。
大卫•巴伦（David Baron）提出了一种大众媒体行为的博弈论模型，在该模型中，鉴于记者群体系统性地倾向于左倾或右倾，大众媒体机构通过提供与员工倾向相同的内容来实现利润最大化。
赫尔曼和乔姆斯基（1988）引用了供应驱动的偏见，包括使用官方来源，广告资，努力诋毁独立媒体（“flak”）和反共主義形态，导致有利于美国公司利益的新闻。

### 需求驱动的偏见
媒体消费者对特定类型偏见的需求被称为需求驱动偏见。消费者根据自己的喜好倾向于偏爱有偏见的媒体，这是确认偏误的一个例子。
以下是促使消费者做出这一选择的三个主要因素：
- 委托，它对偏见采取了过滤方法。
- 心理效用，“消费者从新闻中获得直接效用，这些新闻的偏见符合他们自己先前的信念。”
- 声誉，消费者会根据他们先前的信念和媒体公司的声誉做出选择。

需求方的激励往往与扭曲无关。竞争仍然可以影响消费者的福利和待遇，但与供应方相比，它在改变偏见方面不是很有效。
在需求驱动的偏见中，读者的偏好和态度可以在社交媒体上被监控，大众媒体根据这些偏好和态度来撰写迎合读者的新闻。大众媒体在收视率和利润的驱动下歪曲新闻，导致媒体偏见。读者也很容易被耸人听闻的新闻吸引，尽管这些新闻可能有偏见，不够真实。
Dong、Ren和Nickerson分析了 2013—2014 年新浪微博及新浪财经的 427 万条股票新闻和 4317 万条微博数据，发现与微博用户信念一致的新闻更容易吸引读者。同时，偏颇报道中的信息也会影响读者的决策。
在雷蒙德和泰勒的天气预报偏差测试中，他们调查了1890年至1899年巨人棒球队比赛期间《纽约时报》的天气报道。他们的研究结果表明，《纽约时报》的天气预报结果有偏见，这取决于巨人队所在的地区。当球队在曼哈顿主场比赛时，晴天预报的比例显著上升。从这项研究中，雷蒙德和泰勒发现，《纽约时报》天气预报的偏见模式与需求驱动的偏见是一致的。
哈佛大学的Sendhil Mullainathan和Andrei Shleifer在2005年构建了一个大众媒体行为的博弈论模型，该模型建立在读者和观众持有他们希望看到新闻提供者证实的信念的假设之上，他们认为市场会提供这种信念。
需求驱动模型评估媒体偏见，在多大程度上源于公司向消费者提供他们想要的东西。斯特隆伯格认为，由于更富有的观众带来了更多的广告收入，因此媒体最终以更保守的白人消费者为目标，而更富裕的城市市场可能更自由，并在报纸上产生相反的效果。

### 社会媒体
社交媒体的兴起不仅重塑了信息传播格局，也可能影响公众对媒体偏见的认知。这一变革直接冲击了传统媒体的经济模式。依赖社交媒体的人数增加了，依赖纸质新闻的人数减少了。对社交媒体和虚假信息的研究表明，社交媒体平台的政治经济导致了社交媒体上信息的商品化。平台对信息的排序与奖励机制更看重传播热度和分享率，而非真实性，这导致激进的 “点击诱饵” 内容被大量推送。
推广激进的、令人震惊的点击诱饵内容。社会媒体影响人们的部分原因是，人们的心理倾向于接受传入的信息，把感觉作为事实的证据，不把断言与事实和记忆相对照。
社交媒体中的媒体偏见还表现为敌对媒体效应。社交媒体在现代社会的新闻传播中占有一席之地，观众在阅读新闻文章的同时也会接触到其他人的评论。在他们2020年的研究中，吉尔哈特和她的团队表明，观众在看到与他们持有不同意见的评论后，对偏见的看法增加了，对可信度的看法降低了。
在美国，皮尤研究中心在2020年7月的报告中称，皮尤研究中心 2020 年 7 月报告显示，64% 的美国人视社交媒体为美国社会文化的 “毒瘤”，仅 10% 认为其具有积极影响。对社交媒体的一些主要担忧在于故意传播虚假信息以及传播仇恨和极端主义。社会科学家专家解释说，错误信息和仇恨的增长是回音室增加的结果。
在确认偏误机制的作用下，网络 “回音室” 使用户深陷自身意识形态的闭环。因为社交媒体是根据你的兴趣和你选定的朋友量身定制的，所以它是政治回音室的一个容易的出口皮尤研究中心2019年的另一项调查显示，28%的美国成年人“经常”通过社交媒体获取新闻，55%的美国成年人“经常”或“有时”通过社交媒体获取新闻。此外，据报道，随着新冠肺炎疫情将政治家们限制在网络竞选和社交媒体直播中，越来越多的人通过社交媒体获取新闻。GCF Global鼓励在线用户通过与不同的人和不同的观点互动，避免“回音室”，同时避免“确认偏误”的诱惑。
Yu-Ru和Wen-Ting的研究考察了三起大规模枪击事件后，自由派和保守派在Twitter上的表现。尽管他们都对事件表现出负面情绪，但他们所推动的叙述不同。双方通常会在根本原因是什么以及谁被视为受害者、英雄和恶棍等问题上形成对比。任何被认为是积极主动的谈话也减少了。
媒体学者西瓦·维迪亚南丹在《反社交媒体：Facebook 如何割裂社会与瓦解民主》（2018）中指出，在社交媒体网络上，最具情感色彩和两极分化的话题通常占据主导地位，“如果你想制造一台机器，向数百万人传播宣传，分散他们对重要问题的注意力，激发仇恨和偏见，侵蚀社会信任，破坏新闻，培养对科学的怀疑，并同时进行大规模监控，你就会做出像Facebook一样的东西。”
在2021年的一份报告中，纽约大学斯特恩商学院与人类权利中心的研究人员发现，该报告证实，共和党人声称 “Facebook、Twitter 等平台存在反保守偏见” 的说法缺乏实证依据，缺乏任何可靠的证据支持；报告发现，右翼的声音实际上在社交媒体上占主导地位，声称这些平台有反保守倾向的说法“本身就是一种虚假信息”。 
《自然通讯》（Nature Communications）在2021年发表的一项研究，通过评估推特用户接触左右内容的程度——具体来说，是在家庭时间轴（“新闻源”）上的接触程度，研究了社交媒体上的政治偏见。研究发现，保守派推特用户更多接触右翼内容，而自由派用户的内容偏好趋于温和，这使得后者的政治体验向中间立场偏移，该研究确定：“从他们接触到的信息和他们产生的内容来看，从右倾来源开始的漂流者在政治光谱中处于保守的一边。另一方面，那些从左倾来源开始的人往往会倾向于政治中心：他们接触到更保守的内容，甚至开始传播这些内容。这些发现对标签和链接都适用该研究还发现，保守账户比其他账户接触到的低可信度内容要多得多。
2022年发表在《美国国家科学院院刊》（PNAS）上的一项研究使用了一项长期的大规模随机实验，研究表明，在七个国家中有六个国家的算法机制更倾向于放大政治右翼内容。在美国，算法放大有利于右倾的新闻来源。
媒体偏见也反映在社交媒体的搜索系统中。库尔什雷斯塔和她的团队在2018年的研究中发现，这些搜索引擎返回的排名靠前的结果会影响用户在搜索事件或人物时的看法，这尤其体现在政治偏见和两极分化的话题上。

### 语言
Tanya Pamplone警告说，由于许多国际新闻都是用英语进行的，因此可能会出现一些情况，非英语国家的新闻与记者往往难以融入全球话语体系。
语言也可能带来一种更微妙的偏见。隐喻类比的选择差异，或信息呈现中对个人细节的选择性包含，都可能隐含偏见（如性别偏见）。

## 宗教
撒旦恐慌作为 20 世纪 80 年代美国爆发的全国性道德恐慌和全国性歇斯底里的发作，（后蔓延至加拿大、英国、澳大利亚），其蔓延与小报媒体、信息娱乐 节目的推波助澜密切相关。学者萨拉・休斯（Sarah Hughes, 2016）指出，这场恐慌 “反映并塑造了由保守派政治活跃分子主导的文化氛围”，他们的意识形态通过小报、耸人听闻的电视报道及地方新闻得以强化 尽管该恐慌在 20 世纪 90 年代因记者调查和司法质疑而消退，但休斯认为其对美国文化政治的影响仍持续至今。
2012 年，《赫芬顿邮报》专栏作家雅克・伯林内布劳（Jacques Berlinerblau）指出，媒体常将世俗主义误读为无神论的同义表述。
斯图尔特·A·赖特在1997年的研究中指出，有六个因素导致媒体对少数民族宗教的偏见：
1. 记者对报道主题的知识储备不足；
2. 目标宗教群体的文化融入程度；
3. 记者可获取的经济资源限制；
4. 报道时间压力；
5. 信息来源的单一性；
6. 新闻报道的 “前端 / 后端” 比例失衡。

耶鲁大学法学教授斯蒂芬・卡特（Stephen Carter）提到：“长期以来，美国人对新教 - 天主教 - 犹太教三大主流宗教之外的信仰体系普遍持怀疑与压制态度。” 赖特进一步解释 “前端 / 后端” 失衡现象：“对边缘宗教的报道常基于未经证实的指控或政府的错误行动，但当指控因缺乏物证而撤销时，媒体很少对事件结局给予同等关注，导致公众对被告的清白一无所知。”

## 政治
尽管大众媒体常宣称 “自由派记者主导左倾媒体偏见”，但学术研究多未证实这一叙事。相反，罗伯特·利希特（S. Robert Lichter）梳理的研究表明，媒体在政治场域中更倾向于扮演保守力量角色。

## 偏见的影响
媒体偏见的批评者认为，特定偏见往往服务于现有权力结构，损害民主决策机制，并剥夺公众获取政策信息的权利。
实验表明，媒体偏见会影响行为，更具体地说，会影响读者的政治意识形态。一项研究发现，福克斯新闻频道的曝光率越高，政治化率就越高，而2009年的一项研究发现，如果免费订阅右倾的《华盛顿时报》或左倾的《华盛顿邮报》，对布什政府的支持率就会下降。

## 信任媒体
从1985年到2011年，美国对媒体偏见的看法和对媒体的信任发生了显著变化。皮尤研究中心数据显示，美国公众对媒体的信任度持续下滑：1985 年至 2011 年间，相信媒体 “实事求是” 的比例从 55% 降至 25%；认为媒体 “报道存在政治偏见” 的受访者比例则从 45% 升至近 67%[89]。盖洛普 2022 年调查亦显示，半数美国人认为媒体 “故意误导公众”。盖洛普（Gallup）也报告了类似的信任度下降，在2022年，有一半的美国人回应说，他们认为新闻机构会故意试图误导他们。
Jonathan M. Ladd（2012）对媒体信任和媒体偏见进行了深入研究其研究结论指出，公众对媒体偏见的认知主要源于 “标签效应”—— 即被告知某媒体存在偏见的人，无论该媒体是否真的偏颇，都会倾向于相信这一判断。此外，名人新闻的过度报道也会强化这种偏见认知，尽管多数人一边认为此类媒体 “有偏见”，一边又热衷阅读。

## 纠正偏见的努力
2011年，美国国家公共电台（NPR）的司法特派员写了一篇文章，内容是如何注意到智库或其他团体的政治倾向，而普通听众在引用某个组织的研究或统计数据之前可能不太了解这些倾向。

### 算法
Polis（又称 Pol.is）作为社交媒体平台，支持用户分享观点，并通过算法强化共识性意见 。截至 2020 年 9 月，该平台已协助台湾地区形成数十项立法的核心民意，为政府在选举间期收集公民意见提供了分歧更少、信息更丰富的在线渠道。
在技术层面，研究者尝试通过机器学习分析文本偏差。例如，“以人为本的框架分析” 通过解构新闻报道中人物的呈现方式，识别报道的叙事视角。另一种方法 —— 基于矩阵的新闻聚合，则可揭示不同国家媒体报道的差异 

### 给双方时间
避免偏见的一种技巧是“观点/对位”或“圆桌”，这是一种对抗性的形式，在这种形式中，对立观点的代表对一个问题发表评论。从理论上讲，这种方法允许媒体出现不同的观点。然而，组织报道的人仍然有责任选择代表不同或平衡观点的记者或记者，向他们提出无偏见的问题，并公平地编辑或仲裁他们的评论。如果做得不小心，一个观点/对位可以像一个简单的、有偏见的报告一样不公平，因为它暗示“失败”的一方在其优点上失败了。除了这些挑战之外，让新闻消费者接触不同的观点，似乎有助于对当前事件和潜在话题的平衡理解。更批判性的评估使用这种格式也可能导致记者被指控制造了一种误导的表象，认为观点具有同等的有效性（有时被称为“虚假平衡”）。当其中一个观点存在禁忌时，或者当其中一个代表习惯性地提出容易被证明是不准确的主张时，就可能发生这种情况。
加拿大广播公司（CBC）和加拿大广播电台（其法语广播电台）加拿大广播公司（CBC）及其法语广播电台受 1991 年《广播法》约束，该法要求节目 “内容多样全面，信息均衡…… 为公众提供合理机会，倾听不同意见”。